# Chantal Ouoba
Chantal Ouoba (sinh ngày 2 tháng 9 năm 1975) là một vận động viên người Burkina Faso. Bà đã tham gia cuộc thi nhảy xa ba bước nữ tại Thế vận hội Mùa hè 1996.